# Iván Zulueta
Iván Zulueta (ur. 1943 w San Sebastián, zm. 2009) – baskijski reżyser filmowy i artysta plastyczny. Autor filmów pełno- i krótkometrażowych, twórca plakatów filmowych, m.in. do filmów Pedro Almodóvara, Jose Luisa Boraua oraz Guitérreza Arragóna.
Ukończył szkoły designu w Madrycie i Nowym Jorku. W latach 1964–1967 uczęszczał do Escuela Oficial de Cine. Jest autorem kilku filmów krótkometrażowych (m.in. Agata z 1966 oraz Ida y vuelta z 1967) oraz filmów nakręconych kamerą super 8, dwóch filmów pełnometrażowych, Un, dos, tres, al escondite inglés (1969) i kultowego, autotematycznego horroru o wampirycznej mocy kina Arrebato (1979) oraz realizacji dla telewizji, np. Párpados (1989).